# Willy Rivas
Willy Rivas (San Vicente de Cañete, 4 de junio de 1985) es un futbolista peruano. Juega como lateral derecho y su equipo actual es Deportivo Municipal de Pangoa de la Liga 3 de Perú. Tiene 39 años.

## Trayectoria
Willy Rivas nació en la localidad de Bujama Baja, distrito de Mala, en la provincia limeña de Cañete. Tuvo un paso por el Unión de Campeones en 2004. Debutó en Primera en el 2005 con Universitario de Deportes, donde estuvo por 2 temporadas. Al año siguiente jugó por Sport Áncash (2006-2007).
Luego volvió a la U, donde obtuvo el título del Torneo Apertura 2008. A mitad de ese año pasó al Górnik Zabrze de Polonia. Un año después se unió nuevamente al Sport Áncash.
Firmó por todo el año 2010 por Juan Aurich para jugar la Copa Libertadores 2010 donde tuvo una buena campaña e incluso fue convocado a la selección. Luego del increíble año, el entrenador Gustavo Matosas, quien dirigía en ese entonces al Querétaro pidió su fichaje Sin embargo, terminó fichando por el Club Irapuato de la Liga de Ascenso de México decidió contar con sus servicios.

### Sporting Cristal
Luego de su paso fugaz por meses, donde no pudo destacar ni establecerse. Regresó al Perú para jugar por Sporting Cristal.

### Universitario de Deportes
A mediados del 2012 regresa al club de sus inicios, Universitario de Deportes en medio de una crisis deportiva. Llegó por pedido de Nolberto Solano por un periodo de 6 meses.
En 2015 descendió con León de Huánuco. En 2018 ficha por Sport Victoria, club donde estuvo a cargo del club debido a la renuncia de Francesco Manassero.
Luego de una fuerte entrada con Jorge Bazan, a fines de septiembre. Willy tuvo una rotura de ligamentos, por lo que estuvo alejado de las canchas por 7 meses. A final de año desciende con Comerciantes Unidos. Al siguiente año fue fichado por Real Garcilaso para jugar la Copa Libertadores 2019.

## Selección nacional
Ha sido internacional con la selección de fútbol del Perú en 2 ocasiones. Su debut se produjo el 8 de octubre de 2010, en un encuentro amistoso ante la selección de Costa Rica que finalizó con marcador de 2-0 a favor de los peruanos.

## Clubes
| Club                          | País    | Año         |
| ----------------------------- | ------- | ----------- |
| América Cochahuayco           | Perú    | 2003        |
| Unión de Campeones            | Perú    | 2004        |
| Universitario de Deportes     | Perú    | 2005 - 2006 |
| Sport Áncash                  | Perú    | 2006 - 2007 |
| Universitario de Deportes     | Perú    | 2007 - 2008 |
| Górnik Zabrze                 | Polonia | 2008 - 2009 |
| Sport Áncash                  | Perú    | 2009        |
| Juan Aurich                   | Perú    | 2010        |
| Club Irapuato                 | México  | 2011        |
| Sporting Cristal              | Perú    | 2011 - 2012 |
| Universitario de Deportes     | Perú    | 2012        |
| León de Huánuco               | Perú    | 2013        |
| FBC Melgar                    | Perú    | 2014        |
| León de Huánuco               | Perú    | 2015        |
| Sport Huancayo                | Perú    | 2016        |
| Comerciantes Unidos           | Perú    | 2017        |
| Sport Victoria                | Perú    | 2018        |
| Comerciantes Unidos           | Perú    | 2018        |
| Real Garcilaso                | Perú    | 2019        |
| Comerciantes Unidos           | Perú    | 2020        |
| Diablos Rojos de Huancavelica | Perú    | 2023        |
| Deportivo Municipal de Pangoa | Perú    | 2024 - Act. |

## Palmarés

### Campeonatos nacionales
| Título                     | Club                      | País   | Año  |
| -------------------------- | ------------------------- | ------ | ---- |
| Torneo Apertura            | Universitario de Deportes | Perú   | 2008 |
| Liga de Ascenso (Clausura) | Club Irapuato             | México | 2011 |